# Timofei Gurtovoi
Timofei Gurtovoi (în rusă Тимофей Гуртовой; n. 23 februarie 1919, Grigoriopol, gubernia Herson, Republica Populară Ucraineană – d. 10 martie 1981, Chișinău, RSS Moldovenească, URSS) a fost un dirijor, trombonist și profesor sovietic moldovean. Artist al Poporului din URSS (1967).

## Biografie
S-a născut în târgul Grigoriopol din ținutul Tiraspol, gubernia Herson, în perioada existenței efemerei Republici Populare Ucrainene (actualmente în Transnistria, Republica Moldova). A studiat la Odesa, la Colegiul muzical (acum Școala de Arte și Cultură „K.F. Dankevici”) și la Conservatorul (acum Academia Națională de Muzică „A.V. Nejdanova”) din același oraș, în anii 1935-1940.
Între 1941 și 1945 a participat la Al Doilea Război Mondial, totodată cântând și într-o fanfară militară.
În 1947 a absolvit Conservatorul de la Chișinău (acum Academia de Muzică, Teatru și Arte Plastice). Din 1949 a predat la același conservator (din 1958, profesor asociat, din 1977, profesor la Departamentul de Operă).
În același timp, în anii 1946-1950 a fost trombonist, iar în 1950-1951, dirijor al Orchestrei Simfonice a Societății Filarmonice de Stat din RSSM. În 1951 a devenit director artistic al Filarmonicii. În anii 1953-1979 a fost dirijor-șef și director artistic al Orchestrei Simfonice a Filarmonicii de Stat. În 1960 a pus în scenă prima producție a operei „Inima Domnicii” de compozitorul Alexei Stârcea la Teatrul de Operă și Balet din Chișinău. 
Sub conducerea sa, mai multe lucrări marcante ale clasicilor mondiali, precum și lucrări ale autorilor sovietici: Dmitri Șostakovici, Tihon Hrennikov, Aram Haciaturian, Gheorghi Sviridov, Andrei Eșpai, Konstantin Dankevici, Edvard Mirzoian, Otar Taktakișvili au sunat pentru prima dată la Chișinău. Orchestra Simfonică a Filarmonicii, în aceeași perioadă, a interpretat numeroase opere ale clasicilor sovietici și moldoveni, printre care Vasile Zagorschi, Eduard Lazarev, Solomon Lobel, Valeri Poliakov, Max Fishman, Pavel Rivilis, Arkady Luxemburg, etc.
În calitate de trombonist a interpretat alături de mari muzicieni precum Heinrich Neuhaus, Emil Gilels, Iakov Flier, Leonid Kogan, Serghei Lemeșev, Mstislav Rostropovici și alții în turnee în orașe din URSS, precum și în România.
A fost deputat al Sovietului Suprem al URSS a celei de-a 6-a convocări.
A murit la 10 martie 1981 la Chișinău, fiind înmormântat la cimitirul central (armenesc). Postum, pe casa de pe strada Aleksandr Pușkin, 35, unde a locuit dirijorul, a fost plasată o placă memorială în cinstea sa.

## Titluri și distincții
- Ordinul Lenin
- Ordinul Insigna de Onoare
- Ordinul Războiului Patriotic, gradul 2[6]
- Medalii (inclusiv de luptă)
- Artist emerit al RSS Moldovenești (1953)[7]
- Artist al Poporului din URSS (1967)
- Premiul de Stat al RSS Moldovenești (1972)[3]